# راي بانتحاكا
راي بانتحاكا (بالإنجليزية: Ray Panthaki)‏ هو ممثل بريطاني، ولد في 20 يناير 1979 بلندن في المملكة المتحدة.

## أعمال

### أفلام
- (2002) بعد 28 يوما

## وصلات خارجية
- راي بانتحاكا على موقع IMDb (الإنجليزية)
- راي بانتحاكا على موقع قاعدة بيانات الفيلم (الإنجليزية)
- راي بانتحاكا على موقع كينوبويسك (الروسية)